# Sven Strømann
Sven Strømann (* 25. August 1909; † 20. oder 21. Jahrhundert) war ein dänischer Badmintonspieler. 

## Karriere
Sven Strømann wurde in der Saison 1930/1931 erstmals dänischer Meister. Sieben weitere Titel folgten bis 1935. International war er fünf Mal bei den Dutch Open erfolgreich.

## Sportliche Erfolge
| Saison    | Veranstaltung                   | Disziplin    | Platz | Name                                            |
| --------- | ------------------------------- | ------------ | ----- | ----------------------------------------------- |
| 1930/1931 | Dänemark: Einzelmeisterschaften | Herrendoppel | 1     | Sejlidt Raaskou / Sven Strømann, Skovshoved IF  |
| 1931/1932 | Dänemark: Einzelmeisterschaften | Herrendoppel | 1     | Sejlidt Raaskou / Sven Strømann, Skovshoved IF  |
| 1932/1933 | Dänemark: Einzelmeisterschaften | Mixed        | 1     | Sven Strømann / Ruth Frederiksen, Skovshoved IF |
| 1932/1933 | Dänemark: Einzelmeisterschaften | Herrendoppel | 1     | Sejlidt Raaskou / Sven Strømann, Skovshoved IF  |
| 1933/1934 | Dänemark: Einzelmeisterschaften | Mixed        | 1     | Sven Strømann / Ruth Frederiksen, Skovshoved IF |
| 1933/1934 | Dänemark: Einzelmeisterschaften | Herrendoppel | 1     | Aksel Hansen / Sven Strømann, Skovshoved IF     |
| 1934      | Dutch Open                      | Mixed        | 1     | Sven Strømann / Bodil Clausen                   |
| 1934      | Dutch Open                      | Herrendoppel | 1     | K. Sandvad / Sven Strømann                      |
| 1934      | Dutch Open                      | Herreneinzel | 1     | Sven Strømann                                   |
| 1934/1935 | Dänemark: Einzelmeisterschaften | Mixed        | 1     | Sven Strømann / Ruth Frederiksen, Skovshoved IF |
| 1934/1935 | Dänemark: Einzelmeisterschaften | Herrendoppel | 1     | Aksel Hansen / Sven Strømann, Skovshoved IF     |
| 1936      | Denmark Open                    | Herrendoppel | 1     | Aksel Hansen / Sven Strømann                    |
| 1935      | Dutch Open                      | Herrendoppel | 1     | K. Sandvad / Sven Strømann                      |
| 1935      | Dutch Open                      | Herreneinzel | 1     | Sven Strømann                                   |
| 1936      | Dutch Open                      | Herrendoppel | 1     | K. Sandvad / Sven Strømann                      |